# Ga Seonbu
Ga Seonbu (Tiếng Hàn: 선부역, Hanja: 仙府驛) là ga tàu điện ngầm trên Tuyến Seohae nằm ở Seonbu-dong, Danwon-gu, Ansan-si, Gyeonggi-do.

## Lịch sử
- 21 tháng 10 năm 2013: Công bố kinh doanh tuyến đường sắt và quyết định đặt tên ga là Ga Seonbu[1]
- 6 tháng 4 năm 2018: Thông báo về bảng khoảng cách đường sắt[2]
- 16 tháng 6 năm 2018: Hoạt động kinh doanh bắt đầu với việc khai trương Tuyến Seohae của Tàu điện ngầm Seoul[3]

## Bố trí ga
| ↑ Dalmi |
| \| S/B  |
| Choji ↓ |

| Hướng Bắc | ● Tuyến Seohae | ← Hướng đi Siheung Neunggok · Sincheon · Sân bay Quốc tế Gimpo · Ilsan |
| Hướng Nam | ● Tuyến Seohae | → Hướng đi Choji · Siu · Wonsi →                                       |

## Xung quanh nhà ga
- Trung tâm phúc lợi lao động thành phố Ansan
- Homeplus Ansan Seonbu
- Trường tiểu học Seonbu
- Văn phòng thuế Ansan
- Trường trung học cơ sở Seonil
- Trung tâm phúc lợi hành chính Seonbu 1-dong
- Trung tâm an toàn Seonbu 119
- Trường tiểu học Wonil
- Trường trung học Wongok
- Trung tâm phúc lợi hành chính Baekwoon
- Trường tiểu học Hwarang
- Trường trung học Ansan Gangseo
- Trường trung học Wonil
- Hộp cảnh sát Seonbu
- Bệnh viện Hando

## Thư viện

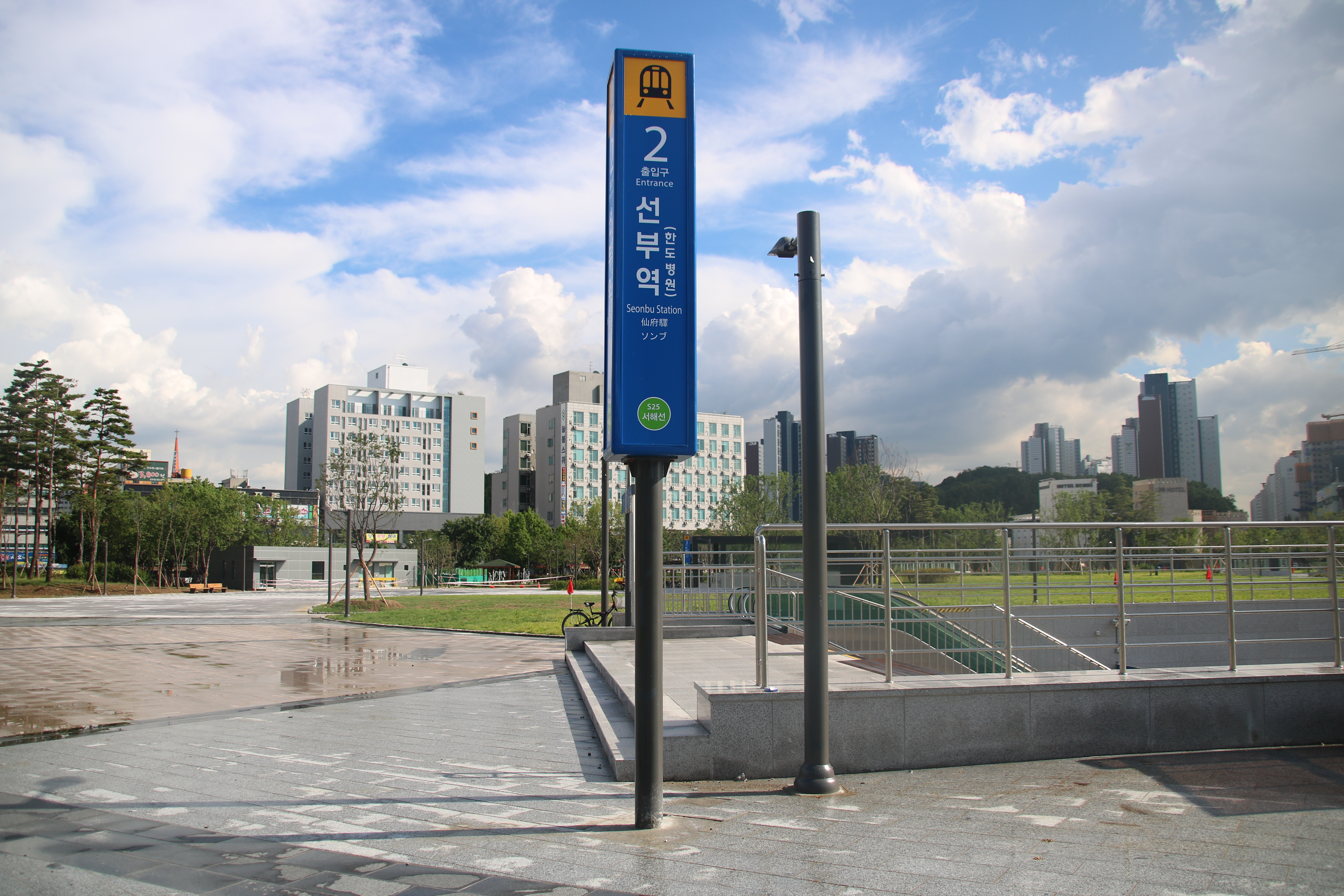
Lối ra số 2
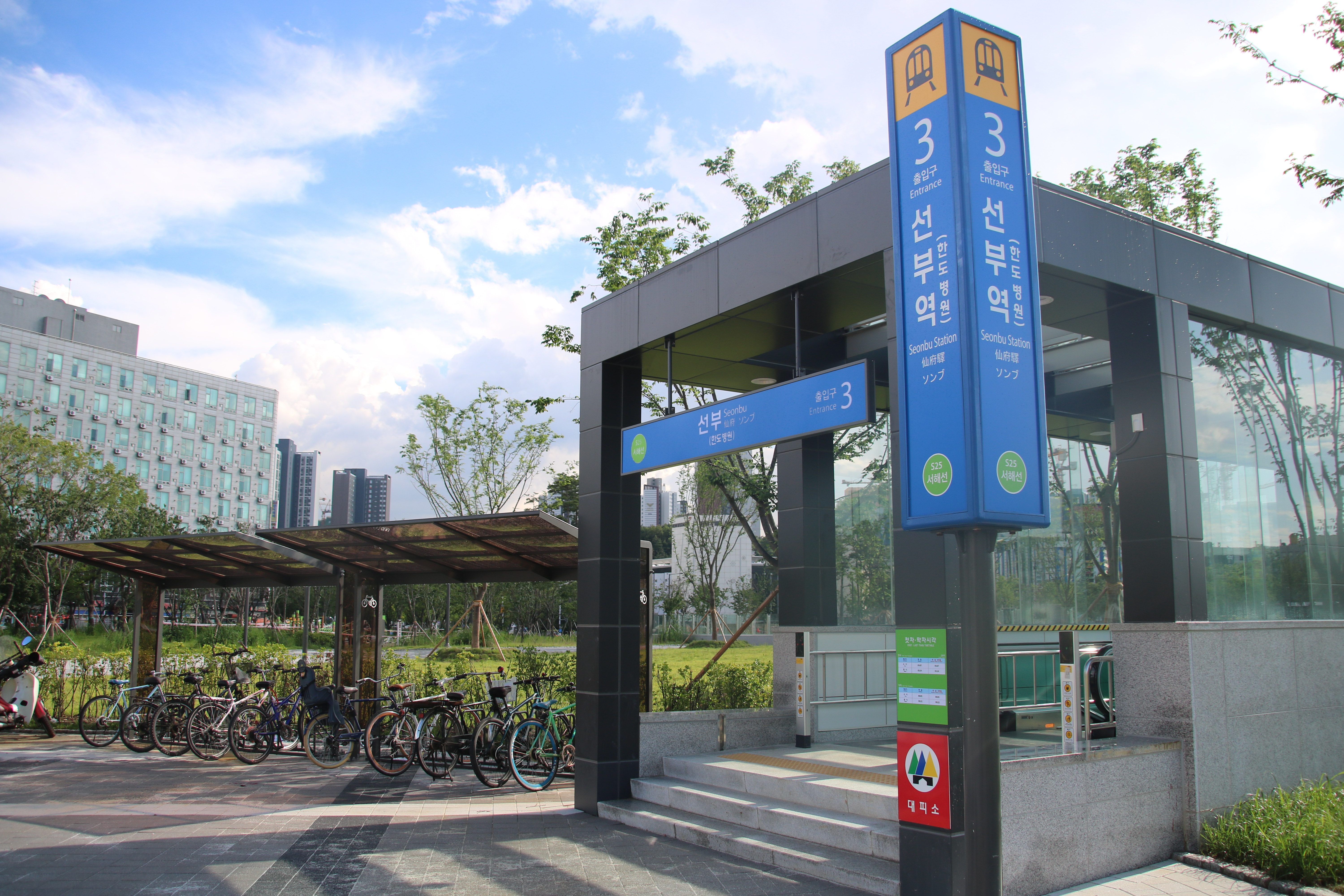
Lối ra số 3
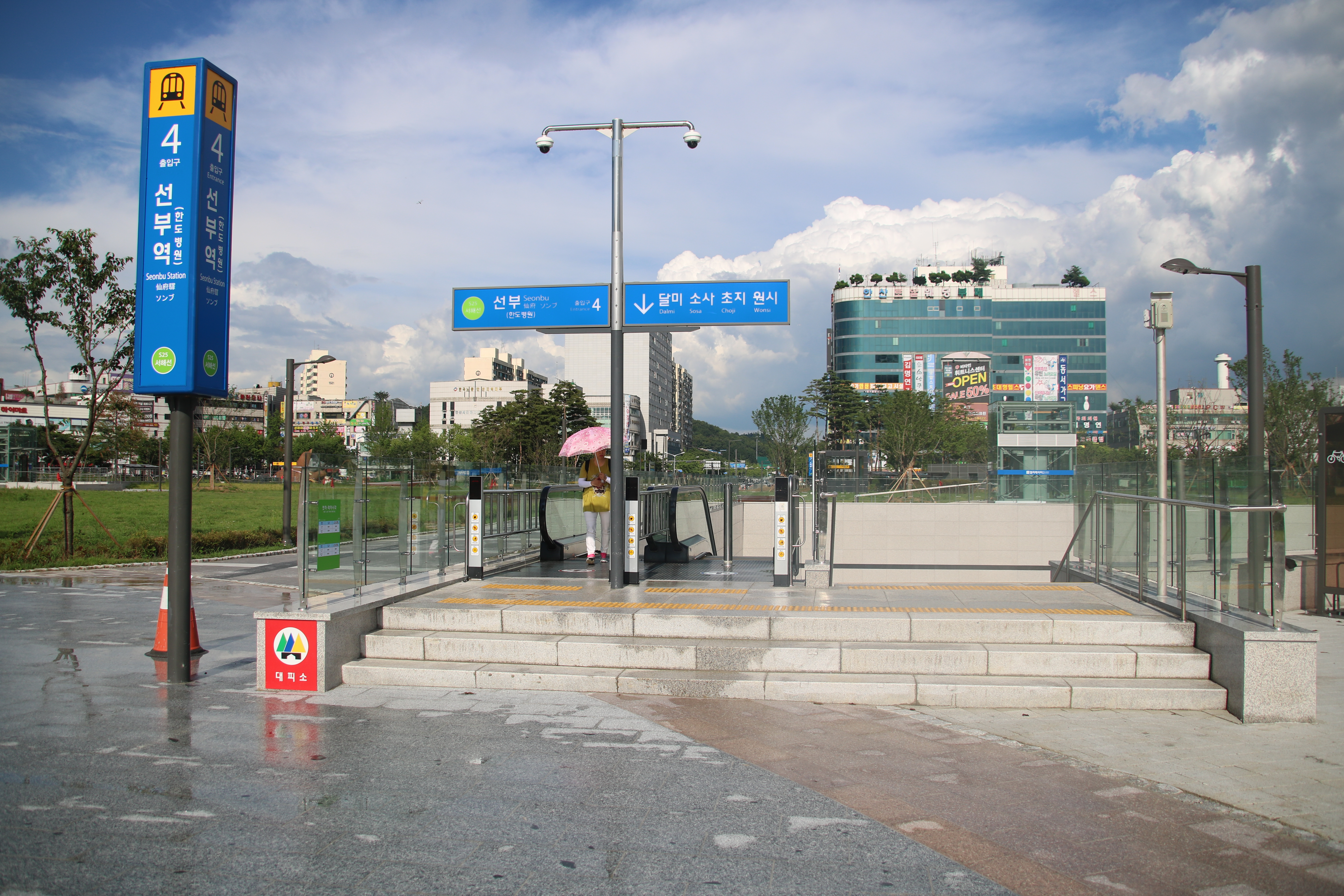
Lối ra số 4
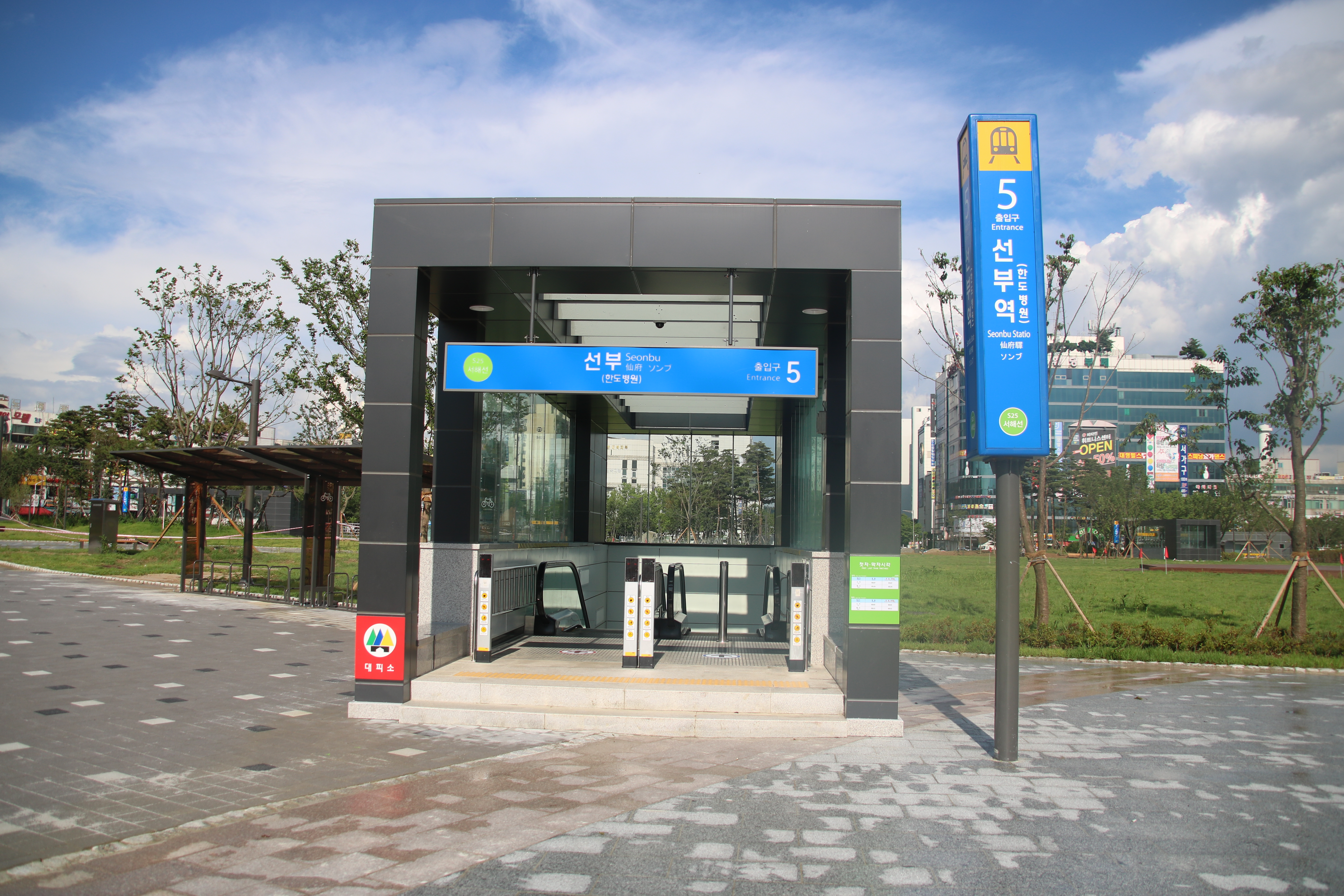
Lối ra số 5
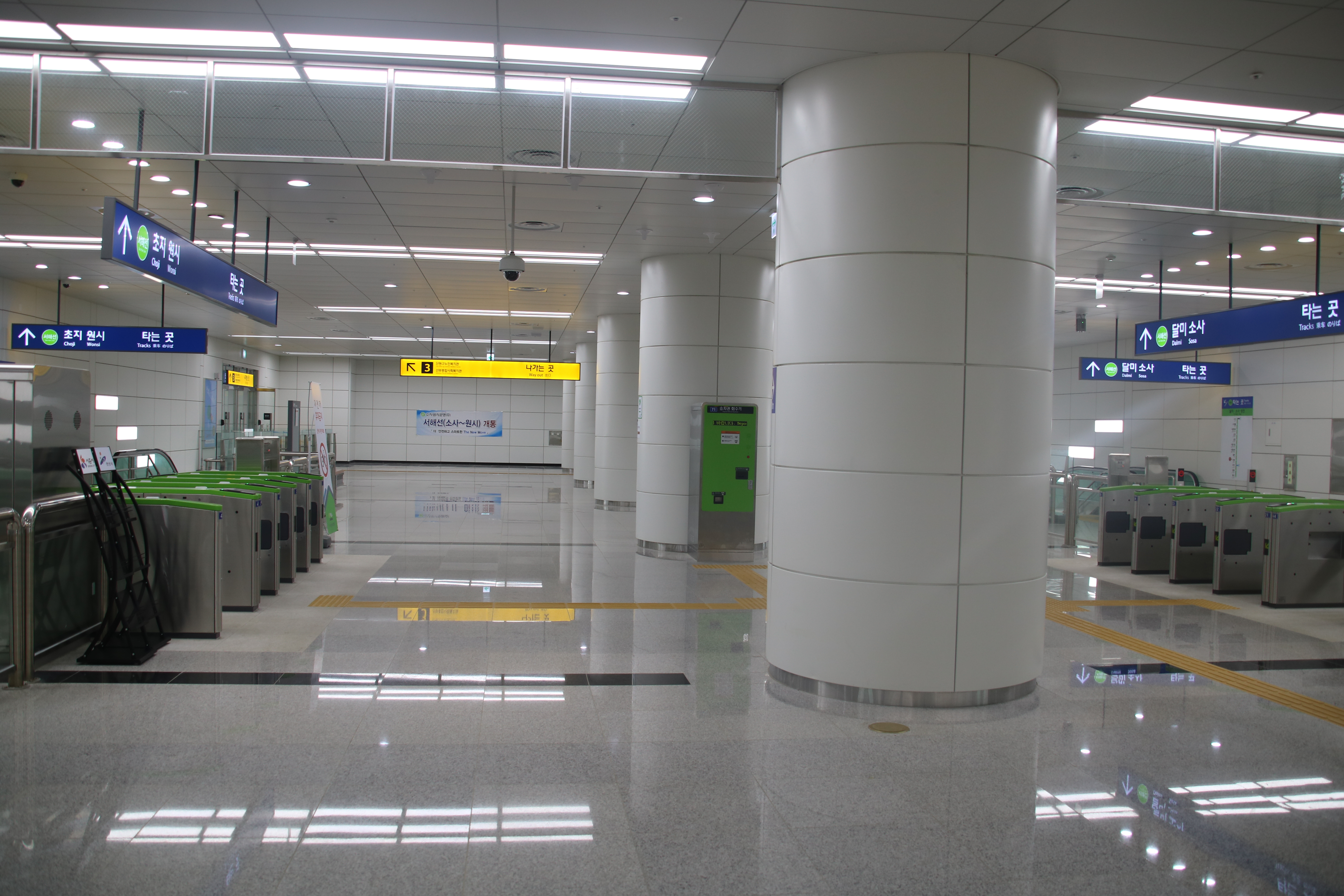
Cửa soát vé
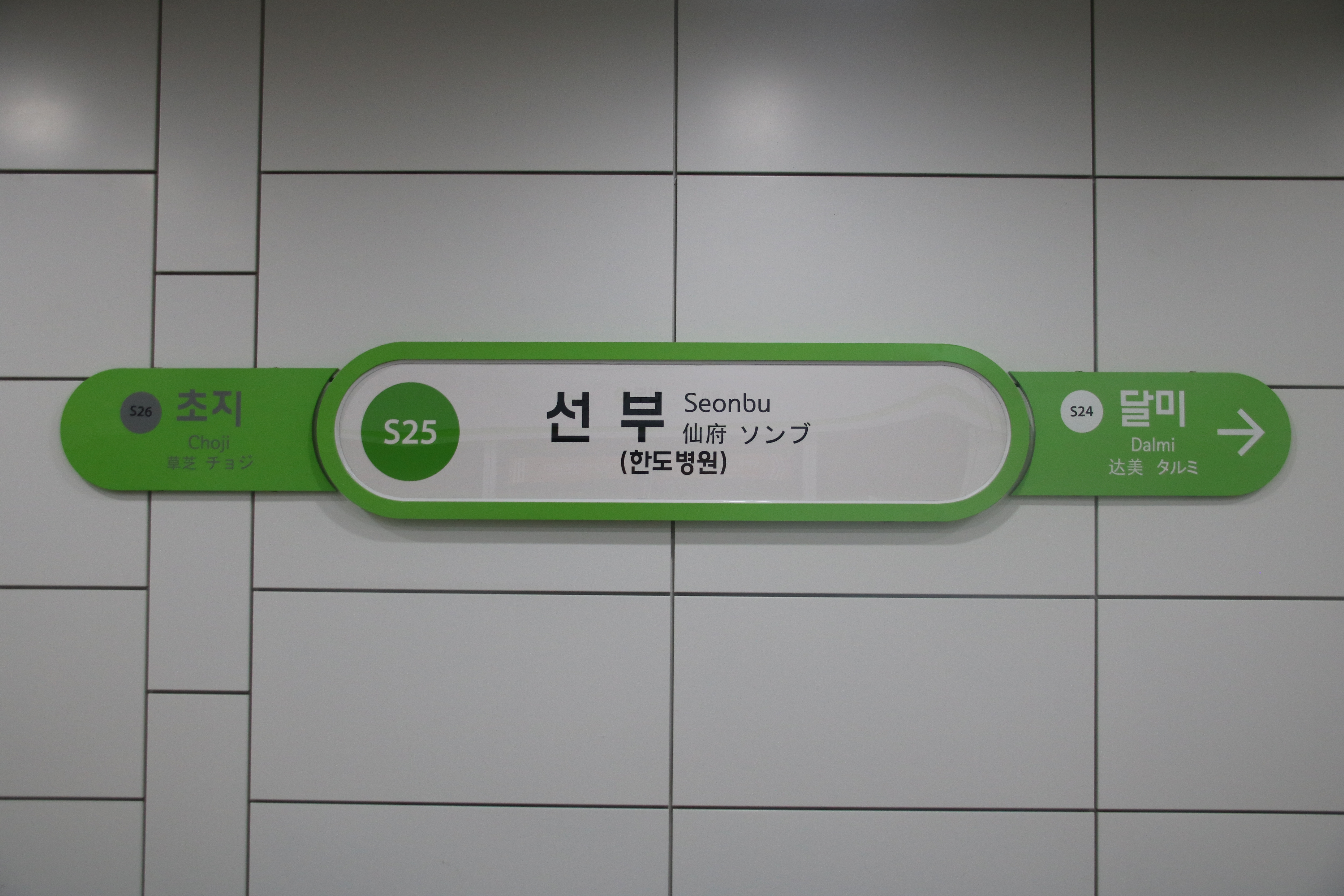
Bảng tên ga
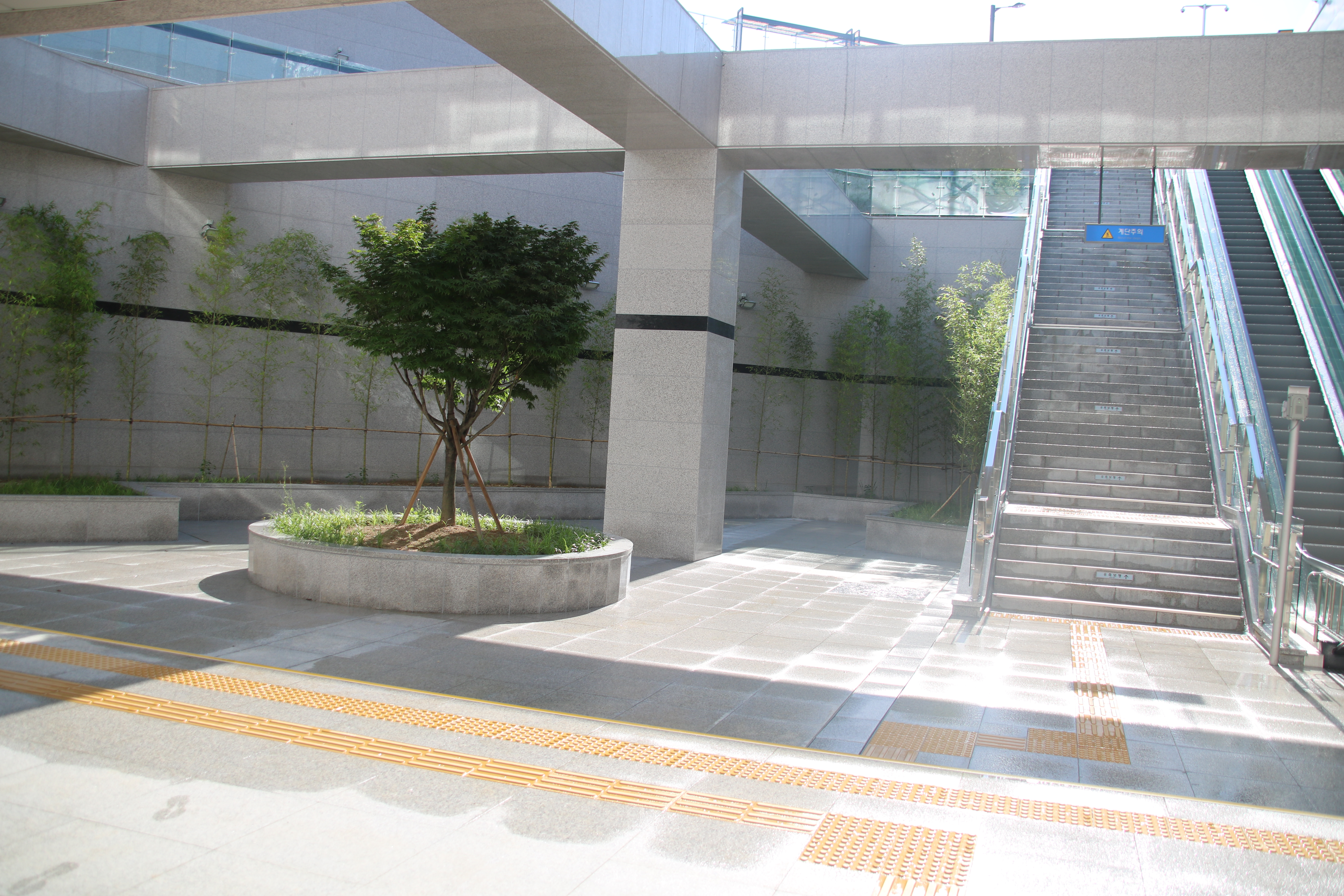
Vườn